# Parma Associazione Sportiva 1956-1957
Questa voce raccoglie le informazioni riguardanti il Parma Associazione Sportiva nelle competizioni ufficiali della stagione 1956-1957.

## Stagione
Nella stagione 1956-1957 il Parma ha disputato il decimo campionato di Serie B della sua storia, piazzandosi in dodicesima posizione di classifica con 31 punti, il torneo ha visto promosse in Serie A il Verona con 44 punti e l'Alessandria con 43 punti che nello spareggio promozione ha battuto (2-1) il Brescia. Scendono in Serie C la Pro Patria con 25 punti ed il Legnano con 23 punti.
In casa ducale dopo la mancata conferma di Ivo Fiorentini, la guida tecnica viene affidata ad Aldo Olivieri il quale essendo squalificato non può sedere in panchina, per questo compito viene incaricato l'ex Gino Giuberti. Alla settima giornata di campionato con il Parma sul fondo con cinque punti, la dirigenza licenzia Aldo Olivieri e affida la squadra a Cestmír Vycpálek nella duplice funzione di giocatore e allenatore. Anche l'inizio del girone di ritorno è disastroso, con quattro sconfitte di fila, poi pian piano grazie alle reti di Paolo Erba, per lui 16 reti in questa stagione dopo le 14 della precedente, la squadra crociata risale la classifica, piazzandosi dodicesima, sei punti sopra la quota retrocessione.

## Divise
| 1ª maglia |

## Organigramma societario
Area direttiva
- Presidente: Fabrizio Cartolari

Area tecnica
- Direttore tecnico: Aldo Olivieri
- Allenatore: Gino Giuberti poi Čestmír Vycpálek (dal 1º novembre 1956)[2]

## Rosa
| N. |                   | Ruolo | Calciatore          |
| -- | ----------------- | ----- | ------------------- |
|    | Italia (bandiera) | P     | Enzo Magnanini      |
|    | Italia (bandiera) | P     | Vincenzo Vernizzi   |
|    | Italia (bandiera) | D     | Ivo Cocconi         |
|    | Italia (bandiera) | D     | Claudio Darni       |
|    | Italia (bandiera) | D     | Carlo Manghi        |
|    | Italia (bandiera) | D     | Giuseppe Patrucco   |
|    | Italia (bandiera) | D     | Leopoldo Raimondi   |
|    | Italia (bandiera) | C     | Bruno Alfier        |
|    | Italia (bandiera) | C     | Carlo Azzali (I)    |
|    | Italia (bandiera) | C     | Claudio Azzali (II) |
|    | Italia (bandiera) | C     | Luca Frateschi      |

| N. |                           | Ruolo | Calciatore         |
| -- | ------------------------- | ----- | ------------------ |
|    | Italia (bandiera)         | C     | Piero Miniussi     |
|    | Italia (bandiera)         | A     | Amedeo Balestrieri |
|    | Italia (bandiera)         | A     | Giampiero Convalle |
|    | Italia (bandiera)         | A     | Paolo Erba         |
|    | Italia (bandiera)         | A     | Giordano Foglia    |
|    | Italia (bandiera)         | A     | Umberto Giacchetti |
|    | Italia (bandiera)         | A     | Silvano Pravisano  |
|    | Italia (bandiera)         | A     | Ermanno Righetto   |
|    | Italia (bandiera)         | A     | Sergio Sangiorgi   |
|    | Italia (bandiera)         | A     | Giovanni Verderi   |
|    | Cecoslovacchia (bandiera) | A     | Čestmír Vycpálek   |

## Risultati

### Serie B

#### Girone di andata
| Arbitro: | Canepa (Genova) |

|  |           |                                |
|  | Marcatori | 38’ Bassetti 64’ (rig.) Larini |

| Arbitro: | Genel (Trieste) |

|                               |           |  |
| Borghi 16’, 87’ Carminati 75’ | Marcatori |  |

| Parma 30 settembre 1956 3ª giornata | Parma                 | 0 – 0 | Modena | Stadio Ennio Tardini\| Arbitro: \| De Gregorio (Legnano) \| |
| Arbitro:                            | De Gregorio (Legnano) |       |        |                                                             |

| Arbitro: | Griggi (Brescia) |

|              |           |            |
| Vycpálek 62’ | Marcatori | 27’ Zessar |

| Arbitro: | De Marchi (Pordenone) |

|  |           |                   |
|  | Marcatori | 88’ (aut.) Grassi |

| Parma 21 ottobre 1956 6ª giornata | Parma             | 0 – 0 | Brescia | Stadio Ennio Tardini\| Arbitro: \| Bartolomei (Roma) \| |
| Arbitro:                          | Bartolomei (Roma) |       |         |                                                         |

| Arbitro: | Mori (Cremona) |

|                                    |           |          |
| Rovatti 12’ Occhetta 40’ Mosca 89’ | Marcatori | 29’ Erba |

| Arbitro: | De Robbio (Torre Annunziata) |

|                       |           |                  |
| Erba 16’ Righetto 31’ | Marcatori | 87’ Santagostino |

| Arbitro: | Alterio (Roma) |

|  |           |               |
|  | Marcatori | 30’, 62’ Erba |

| Parma 2 dicembre 1956 10ª giornata | Parma           | 0 – 0 | Venezia | Stadio Ennio Tardini\| Arbitro: \| Canepa (Genova) \| |
| Arbitro:                           | Canepa (Genova) |       |         |                                                       |

| Arbitro: | Ubezio (Novara) |

|                     |           |                       |
| Grisa 19’ Cappi 82’ | Marcatori | 14’ Righetto 80’ Erba |

| Arbitro: | De Robbio (Torre Annunziata) |

|                               |           |            |
| Origgi 53’ (rig.) Bicicli 88’ | Marcatori | 84’ Alfier |

| Parma 30 dicembre 1956 13ª giornata | Parma          | 0 – 0 | Novara | Stadio Ennio Tardini\| Arbitro: \| Boati (Milano) \| |
| Arbitro:                            | Boati (Milano) |       |        |                                                      |

| Busto Arsizio 6 gennaio 1957 14ª giornata | Pro Patria      | 0 – 0 | Parma | Stadio Comunale\| Arbitro: \| Rigato (Mestre) \| |
| Arbitro:                                  | Rigato (Mestre) |       |       |                                                  |

| Arbitro: | Guarnaschelli (Pavia) |

|                    |           |  |
| Azzali II 11’, 18’ | Marcatori |  |

| Arbitro: | Bartolomei (Roma) |

|                             |           |  |
| Cavazzuti 40’ Mezzalira 54’ | Marcatori |  |

| Arbitro: | Menchini (Udine) |

|             |           |              |
| Guidazzi 4’ | Marcatori | 47’ Convalle |

#### Girone di ritorno
| Arbitro: | Baldassarre (Udine) |

|             |           |  |
| Ghiandi 24’ | Marcatori |  |

| Arbitro: | Famulari (Messina) |

|                        |           |                                          |
| Erba 30’ Pravisano 61’ | Marcatori | 26’ (rig.), 79’ Milani 38’ (aut.) Alfier |

| Arbitro: | Coppa (Mariano Comense) |

|                |           |  |
| Gaeta 52’, 69’ | Marcatori |  |

| Arbitro: | Bartolomei (Roma) |

|                                      |           |                 |
| Bravi 30’, 63’ Giammarinaro 37’, 47’ | Marcatori | 72’ (rig.) Erba |

| Parma 3 marzo 1957 22ª giornata | Parma            | 0 – 0 | Como | Stadio Ennio Tardini\| Arbitro: \| Menchini (Udine) \| |
| Arbitro:                        | Menchini (Udine) |       |      |                                                        |

| Arbitro: | Alterio (Roma) |

|                                    |           |  |
| Gasparini 16’ Fraschini 18’ (rig.) | Marcatori |  |

| Parma 17 marzo 1957 24ª giornata | Parma            | 0 – 0 | Marzotto Valdagno | Stadio Ennio Tardini\| Arbitro: \| Rebuffo (Milano) \| |
| Arbitro:                         | Rebuffo (Milano) |       |                   |                                                        |

| Arbitro: | Famulari (Messina) |

|                  |           |                        |
| Santagostino 78’ | Marcatori | 12’ Erba 61’ Azzali II |

| Parma 31 marzo 1957 26ª giornata | Parma                   | 0 – 0 | Bari | Stadio Ennio Tardini\| Arbitro: \| Coppa (Mariano Comense) \| |
| Arbitro:                         | Coppa (Mariano Comense) |       |      |                                                               |

| Arbitro: | Grignani (Milano) |

|              |           |          |
| Calegari 43’ | Marcatori | 24’ Erba |

| Arbitro: | Ferrari (Milano) |

|                        |           |           |
| Pravisano 30’ Erba 75’ | Marcatori | 51’ Rossi |

| Arbitro: | Perego (Milano) |

|                        |           |               |
| Pravisano 51’ Erba 72’ | Marcatori | 2’ Uzzecchini |

| Arbitro: | Guidi (Brescia) |

|              |           |  |
| Moschino 16’ | Marcatori |  |

| Arbitro: | Baldassarre (Udine) |

|                        |           |                 |
| Pravisano 22’ Erba 83’ | Marcatori | 20’, 63’ Danova |

| Arbitro: | Perego (Milano) |

|                         |           |  |
| Morbello 4’ Manenti 24’ | Marcatori |  |

| Arbitro: | Bartolomei (Roma) |

|                                 |           |  |
| Convalle 33’, 90’ Erba 54’, 77’ | Marcatori |  |

| Arbitro: | Carbonelli (Brescia) |

|                                 |           |  |
| Erba 46’ Convalle 65’, 68’, 70’ | Marcatori |  |

## Statistiche

### Statistiche di squadra
| Competizione | Punti | In casa | In casa | In casa | In casa | In casa | In casa | In trasferta | In trasferta | In trasferta | In trasferta | In trasferta | In trasferta | Totale | Totale | Totale | Totale | Totale | Totale | DR |
| Competizione | Punti | G       | V       | N       | P       | Gf      | Gs      | G            | V            | N            | P            | Gf           | Gs           | G      | V      | N      | P      | Gf     | Gs     | DR |
| ------------ | ----- | ------- | ------- | ------- | ------- | ------- | ------- | ------------ | ------------ | ------------ | ------------ | ------------ | ------------ | ------ | ------ | ------ | ------ | ------ | ------ | -- |
| Serie B      | 31    | 17      | 6       | 9       | 2       | 21      | 11      | 17           | 3            | 4            | 10           | 12           | 27           | 34     | 9      | 13     | 12     | 33     | 38     | -5 |

### Statistiche dei giocatori
| Giocatore      | Serie B | Serie B |
| Giocatore      | Pres    | Gol     |
| -------------- | ------- | ------- |
| B. Alfier      | 26      | 1       |
| C. Azzali (I)  | 13      | 0       |
| C. Azzali (II) | 21      | 3       |
| A. Balestrieri | 1       | 0       |
| I. Cocconi     | 34      | 0       |
| G. Convalle    | 28      | 6       |
| C. Darni       | 30      | 0       |
| P. Erba        | 32      | 16      |
| G. Foglia      | 3       | 0       |
| L. Frateschi   | 1       | 0       |
| U. Giachetti   | 18      | 0       |
| E. Magnanini   | 30      | -?      |
| C. Manghi      | 1       | 0       |
| P. Miniussi    | 30      | 0       |
| G. Patrucco    | 26      | 0       |
| S. Pravisano   | 18      | 3       |
| L. Raimondi    | 1       | 0       |
| E. Righetto    | 14      | 2       |
| S. Sangiorgi   | 17      | 0       |
| G. Verderi     | 1       | 0       |
| V. Vernizzi    | 4       | -?      |
| Č. Vycpálek    | 25      | 1       |